# Jay Scrubb
Jayden Amari «Jay» Scrubb (Louisville, Kentucky, 1 de septiembre de 2000) es un jugador de baloncesto estadounidense que pertenece a la plantilla del Manisa BB de la BSL turca. Con 1,93 metros de estatura, juega en la posición de escolta.

## Trayectoria deportiva

### Universidad
El 11 de abril de 2018 se comprometió a jugar en el John A. Logan College de Carterville (Illinois), un junior college, debido a su inelegibilidad para una beca en la División I de la NCAA por motivos académicos. Jugó dos temporadas, en las que promedió 21,0 puntos y 7,9 rebotes por partido, siendo elegido en ambas en el primer equipo All American y en 2020 Jugador del Año de la NJCAA para la NABC, la Asociación Nacional de Entrenadores de Baloncesto.

#### Estadísticas
| Año     | Equipo        | PJ | PT | MPP | %TC  | %3P  | %TL  | RPP | APP | ROB | TPP | PPP  |
| ------- | ------------- | -- | -- | --- | ---- | ---- | ---- | --- | --- | --- | --- | ---- |
| 2018–19 | John A. Logan | 30 | 30 | —   | .549 | .464 | .791 | 8.9 | 1.5 | 1.1 | 1.6 | 20.2 |
| 2019–20 | John A. Logan | 29 | 25 | —   | .501 | .333 | .727 | 6.8 | 2.7 | 1.4 | .9  | 21.9 |
| Total   | Total         | 59 | 55 | —   | .524 | .395 | .753 | 7.9 | 2.1 | 1.3 | 1.3 | 21.0 |

### Profesional
Fue elegido en la quincuagésimo quinta posición del Draft de la NBA de 2020 por los Brooklyn Nets, pero fue posteriormente traspasado a Los Angeles Clippers en un acuerdo que implicó a tres equipos y diez jugadores. Se convirtió en el primero jugador salido de un junior college en entrar en el draft de la NBA desde Donta Smith en 2004. El 23 de noviembre de 2020 firmó un contrato dual con los Clippers y su filial en la G League, pero no debutó en la liga hasta el 11 de mayo de 2021.
Durante su segunda temporada, en la que disputó la mayoría de los encuentros con el filial de la G League los Agua Caliente Clippers, el 9 de febrero de 2022, se anunció que sería operado de la placa plantar del pie derecho y se perdería el resto de la temporada. El 27 de julio de 2022 fue despedido por los Clippers.
El 24 de marzo de 2023, consigue un contrato dual con Orlando Magic, pero es cortado el 5 de junio tras únicamente dos encuentros con el primer equipo.
En julio de 2023 se unió a los Boston Celtics para disputar la liga de verano de la NBA, y a su término, consiguió un contrato dual con los Celtics. Finalmente fue despedido el 22 de octubre, antes del comienzo de la temporada. El 8 de octubre de 2024 volvió a firmar con Boston, pero fue despedido una semana más tarde. El 26 del mismo mes se unió a su filial en la G League, los Maine Celtics.
El 16 de agosto de 2025 fichó por el Manisa BB de la BSL turca, saliendo por primera vez de su país.

## Estadísticas de su carrera en la NBA

### Temporada regular
| Año     | Equipo        | PJ | PT | MPP  | %TC  | %3P   | %TL   | RPP | APP | ROB | TPP | PPP |
| ------- | ------------- | -- | -- | ---- | ---- | ----- | ----- | --- | --- | --- | --- | --- |
| 2020-21 | L.A. Clippers | 4  | 1  | 21.0 | .389 | .222  | 1.000 | 3.5 | .3  | 1.0 | .0  | 8.8 |
| 2021-22 | L.A. Clippers | 18 | 0  | 6.7  | .391 | .286  | .700  | .9  | .4  | .2  | .2  | 2.7 |
| 2022-23 | Orlando       | 2  | 0  | 15.0 | .714 | 1.000 | .500  | 3.0 | .5  | 1.0 | .0  | 6.5 |
| Total   | Total         | 24 | 1  | 9.8  | .416 | .313  | .765  | 1.5 | .4  | .4  | .1  | 4.0 |

### Playoffs
| Año   | Equipo        | PJ | PT | MPP | %TC | %3P | %TL | RPP | APP | ROB | TPP | PPP |
| ----- | ------------- | -- | -- | --- | --- | --- | --- | --- | --- | --- | --- | --- |
| 2021  | L.A. Clippers | 6  | 0  | 1.3 | -   | -   | -   | .2  | .0  | .0  | .0  | .0  |
| Total | Total         | 6  | 0  | 1.3 | -   | -   | -   | .2  | .0  | .0  | .0  | .0  |